# Daan De Pever
Daan De Pever est un ancien footballeur belge né le 17 janvier 1989 à Hal en Belgique.
Il évolue au poste de milieu de terrain au RFC Wetteren de 2016 jusqu'à 2019.

## Biographie
Daan De Pever commence sa carrière professionnelle à Dender. Il joue son premier match en Jupiler League le 3 novembre 2007, lors d'une rencontre face à Charleroi. Il inscrit son 1er but en championnat lors le 2 décembre 2007, à l'occasion d'un match face au KRC Genk.
En 2009, Daan De Pever rejoint le club du KSV Roulers. Il subit avec ce club la relégation en deuxième division à l'issue de la saison 2009-2010.
En 2011, il s'engage avec le KS Wetteren, club de deuxième division. Après une seule saison, il rejoint le RCS Visé, toujours en deuxième division.
En janvier 2015, il retourne au FCV Dender EH, qu'il quitte six mois plus tard pour rejoindre le nouveau RWDM.
En juillet 2016, il rejoint les rangs du RFC Wetteren.

## Vie privée
Il est en couple avec la youtubeuse Gaëlle Garcia Diaz avec qui il se marie le 8 mai 2021. Le 16 mai 2022, sa femme annonce sur son compte Instagram être enceinte de leur premier enfant. Le 13 juin 2022, sa femme annonce sur son compte Instagram la naissance de leur fils prénommé Jake-Dean . Le 1er novembre 2024, le couple annonce sur les réseaux sociaux attendre un deuxième enfant. Sa femme annonce via une story Instagram avoir accouché le 29 janvier 2025 de leur deuxième fils, Joe-Lewis.